# Kinjite
Kinjite (禁じ手 o 禁手 (en japonés) lit. «mano prohibida») es una técnica/movimiento prohibido en sumo y que puede suponer la descalificación inmediata del combate del rikishi que lo realiza. Son kinjite las siguientes faltas:
- Golpear al oponente con el puño cerrado.
- Tirar del pelo del oponente.
- Pinchar con los dedos los ojos o el plexo solar del oponente.
- Golpear simultáneamente con ambas palmas de la mano las orejas del oponente (bell clap).
- Agarrar, empujar o golpear la ingle del oponente (low blow).
- Agarrar al oponente por la garganta.
- Dar una patada por encima de la rodilla.
- Torcer los dedos al oponente.

Cualquiera de las citadas anteriormente supone la descalificación inmediata, aunque no son vistas con frecuencia, sobre todo en competiciones de alto nivel, especialmente entre los sekitori. Quizás la más común es tirar del pelo al realizar un chonmage.
Mientras agarrar al oponente por la garganta no está permitido, el empujarle con la palma de la mano a la altura de la misma sí lo está.
Hay algunos movimientos que están permitidos a los rikishi pero prohibidos para la mayoría de los luchadores junior (a nivel escolar), como por ejemplo el harite, golpear la cara del contrincante a mano abierta.